# Гвендолин Кристи
Гвендолин Трејси Филипа Кристи (енгл. Gwendoline Tracey Philippa Christie; Вортинг, 28. октобар 1978) британска је глумица. Позната је по улози Бријене од Опорја у серији Игра престола (2012—2019) и капетана Фазме у филму Ратови звезда: Буђење силе (2015) и Ратови звезда: Последњи џедаји (2017). За прву улогу је била номинована за награду Еми за најбољу споредну глумицу у драмској серији.

## Детињство и младост
Рођена је 28. октобра 1978. године у Вортингу. Има два старија полубрата. Мајка јој је била домаћица, а отац радио у продаји и маркетингу. Одрасла је у југоисточном приобаљу Енглеске. Као дете је тренирала гимнастику, али је после повреде кичме почела да глуми. Око 2002. године радила је у бутику у Брајтону.

## Приватни живот
Висока је 190 cm. Висина је довела до тога да су је малтретирали када је била млађа.
У вези је са модним дизајнером Гилесом Диконом од почетка 2013. године.

## Филмографија

### Филм
| Улоге  |                                    |               |                 |          |
| Година | Српски назив                       | Изворни назив | Улога           | Напомена |
| 2009.  | Имагинаријум доктора Парнасуса     |               | муштерија       |          |
| 2013.  | Нулта теорема                      |               | жена на реклами |          |
| 2015.  | Игре глади: Сјај слободе — 2. део  |               | командант Лајм  |          |
| 2015.  | Ратови звезда: Буђење силе         |               | капетан Фазма   |          |
| 2016.  |                                    |               | себе            |          |
| 2017.  | Ратови звезда: Последњи џедаји     |               | капетан Фазма   |          |
| 2018.  | Мрачни умови                       |               | леди Џејн       |          |
| 2018.  |                                    |               | Гвен            |          |
| 2018.  |                                    |               | Ана             |          |
| 2019.  | Изванредан живот Давида Коперфилда |               | Џејн Мердстоун  |          |
| 2019.  |                                    |               | Тереза          |          |
| 2022.  |                                    |               | Џен Стивенс     |          |

### Телевизија
| Улоге      |                       |               |                      |            |
| Година     | Српски назив          | Изворни назив | Улога                | Напомена   |
| 2010.      |                       |               | оператер             |            |
| 2012—2019. | Игра престола         |               | Бријена од Опорја    | 42 епизоде |
| 2012—2013. |                       |               | Лекси                | 26 епизода |
| 2017.      | Врх језера: Кинескиња |               | Миранда Хилмарсон    | 6 епизода  |
| 2018.      | Ратови звезда: Отпор  |               | капетан Фазма (глас) | 3 епизоде  |
| 2022.      | Шунка и зелена јаја   |               | Мерилин Блауз (глас) |            |
| 2022.      | Сендмен: Краљ снова   |               | Луцифер              | 2 епизоде  |
| 2022.      | Среда                 |               | Лариса Вимс          | 8 епизода  |